# Atlas Guadalajara

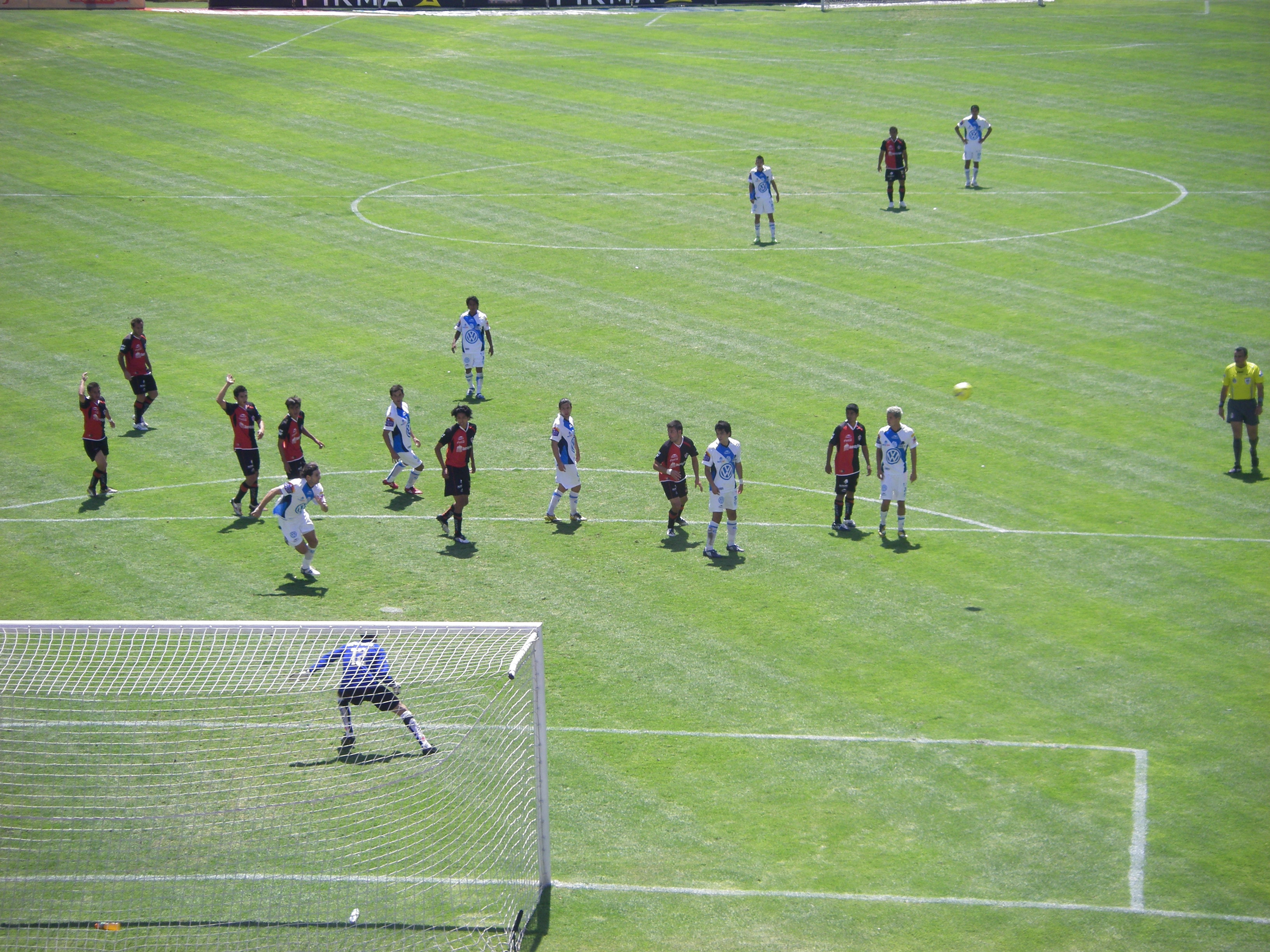
Spielszene vom Auftritt von Atlas Guadalajara beim Club Puebla am 1. März 2009.

Der Atlas Fútbol Club (ehemals Club Atlas und Club de Fútbol Atlas), kurz Atlas FC und im deutschsprachigen Raum allgemein bekannt als Atlas Guadalajara, ist ein Fußballverein aus Guadalajara, Mexiko. Der Meister von 1951 und 2021 (Grita México Apertura) ist als einziger Erstligist Mexikos als echter Verein organisiert und Mitglieder kontrollieren die Asociación Civil, dem Äquivalent eines eingetragenen Vereines.
Das Estadio Jalisco teilte man sich bis Ende Juli 2010 mit dem Ortsrivalen Deportivo Guadalajara, gegen den der Clásico Tapatío bestritten wird.

## Geschichte
Der Club Atlas wurde 1916 in dem südöstlich von Guadalajara gelegenen Vorort Tlaquepaque von einer Gruppe Jugendlicher gegründet, die sich nach dem Spiel sehnte, das sie während ihres Studiums in England kennengelernt hatte. Pate für den gewählten Vereinsnamen war jener griechischer Mythos, nach dem ein Titan namens Atlas die Welt auf seinen Schultern trägt. Gründungsmitglied und Namensgeber des Vereins war Juan José „Lico“ Cortina, der einige Jahre später mit dem Club Asturias die mexikanische Meisterschaft gewann.
Die Tatsache, dass Atlas durch den Direktimport des Fußballsports aus England gegründet wurde, Chivas diesen Sport aber in Mexiko selbst – durch einen Ausländer, nämlich den Belgier Edgar Everaert – kennenlernte, verrät viel über das ursprüngliche Milieu der beiden später bedeutendsten Vereine der Stadt. Denn die Gründungsmitglieder von Atlas entstammten allesamt Familien der lokalen Oberschicht, während der bereits zehn Jahre früher gegründete Club Deportivo Guadalajara von Anfang an zum Sammelbecken der lokalen Arbeiterschaft wurde. Eine ausführliche Beschreibung zur Rivalität dieser beiden Vereine findet sich hier.
Schon bald bezog Atlas ein Gelände in El Paradero (die Spielstätte Parque El Paradero), das sich auf dem Weg von Tlaquepaque nach Guadalajara befindet. Der Name dieses Ortes stammt von einer Straßenbahnhaltestelle, die sich hier einst befand. In dieser Einrichtung entstand jene Fußballschule, wegen der die Atlistas schließlich ihren Spitznamen „académicos“ erhalten hatten.
Kaum war Atlas ins Leben gerufen, konnte es den Vorteil ausspielen, das Spiel im Mutterland des Fußballs selbst kennengelernt zu haben. Das Buch zum hundertjährigen Vereinsjubiläum von Deportivo Guadalajara nennt jedoch als ebenso entscheidenden Vorteil die seinerzeitige Begünstigung von Atlas durch einige zweifelhafte Schiedsrichterentscheidungen. Fest steht jedenfalls, dass Atlas mit seinem Auftauchen sofort die bisherige Vormachtstellung von Chivas gebrochen hatte und zwischen 1918 und 1921 viermal in Folge zu Meisterehren kam. Doch ab 1922 dominierte wieder der Club Guadalajara, der die Meisterschaft zwischen 1922 und 1925 ebenfalls viermal in Folge gewann und für den der 1923 gegründete Club Nacional in den kommenden Jahren zur größten sportlichen Herausforderung wurde.
In den 1920er und 1930er Jahren fiel Atlas ein wenig zurück und drohte den Anschluss zu verlieren, während der Club Nacional zum neuen Hauptrivalen von Chivas in der Stadt Guadalajara avancierte. Doch Atlas erholte sich gerade noch rechtzeitig genug, um zusammen mit Chivas als eines von zwei Gründungsmitgliedern aus der Stadt Guadalajara in die 1943 neu eingeführte, landesweite Profiliga aufgenommen zu werden.
In den frühen Jahren der Primera División war Atlas zu alter Stärke zurückgekehrt, ließ seinen alten Rivalen Chivas regelmäßig hinter sich und gewann 1951 sogar als erster Verein der Stadt den Meistertitel von Mexiko. Ein Erfolg, der sich erst 70 Jahre später wiederholen ließ. Erstmals in der Saison 1951/52 war Atlas hinter Chivas platziert. Nur zwei Jahre später kam der tiefe Fall. Zum Saisonende 1953/54 musste Atlas zum ersten Mal in die zweite Liga absteigen.
Zwar gelang der unmittelbare Wiederaufstieg. Doch die vorher zehn Jahre anhaltende Vormachtstellung gegenüber Chivas war erst einmal für lange Zeit gebrochen, zumal der Stadtrivale sich in den kommenden Jahren zum campeonisimo entwickelte; zur alles überragenden Mannschaft in Mexiko.
Die 1970er und 1980er Jahre waren von einem ständigen Überlebenskampf geprägt und Halbfinaleinzüge um die Landesmeisterschaft (wie 1972/73 und 1984/85) bildeten in dieser Epoche lediglich eine positive Ausnahmeerscheinung. Dagegen stieg Atlas in diesem Zeitraum zweimal in die Zweitklassigkeit ab (zum Saisonende 1970/71 bzw. 1977/78), wenngleich in beiden Fällen zumindest die unmittelbare Rückkehr ins Fußballoberhaus gelang.
Doch insbesondere der dritte – und bisher letzte – Abstieg im Frühjahr 1978 hatte den Verein stark zurückgeworfen. Seit dem Wiederaufstieg von 1979 verzehrte Atlas seine Kräfte über Jahre hinweg in einem nervenaufreibenden Abstiegskampf. 1979/80 hielt man die Klasse nur wegen eines mehr erzielten Punktes gegenüber dem Orsnachbarn Jalisco. Ein Jahr später musste Atlas in der Relegation gegen Unión de Curtidores antreten; ausgerechnet gegen jenen Gegner, gegen den man 1978 noch gescheitert war. Doch diesmal behielten die Atlistas die Oberhand. 1981/82 ging es abermals in die Relegation; diesmal gegen Tampico, gegen die man ein drittes Spiel benötigte, um sich in der ersten Liga zu halten. Auch 1982/83 verharrte man lange im Abstiegskampf und rettete sich schließlich mit drei Punkten Vorsprung auf Zacatepec. Damit nicht genug, konnte man sich auch in den Spielzeiten 1986/87 und 1988/89 jeweils nur mühevoll den Klassenverbleib sichern.
Erst in den 1990er Jahren erlebte Atlas eine erneute Renaissance. So erreichte man seither mehrmals das Halbfinale in den Play-offs um die mexikanische Meisterschaft und erzielte in der Gesamtjahreswertung der zehn Spielzeiten zwischen 1992/93 und 2001/02 beinahe regelmäßig einen besseren Punktestand als der ansonsten meist übermächtige Nachbar Chivas. Doch während die Chivistas in dieser für sie relativ trostlosen Phase sogar einmal die Meisterschaft gewinnen konnten (1997), reichte es für die Atlistas lediglich einmal zur Finalteilnahme in der Clausura 1998/99. Doch nach zwei äußerst dramatischen und torreichen Spielen gegen Toluca (3:3 und 2:2) unterlagen die Rot-Schwarzen letztendlich ein wenig unglücklich mit 4:5 im Elfmeterschießen. Im Torneo Grita México Apertura 2021 machte Atlas es besser und besiegte den Club León (nach 2:3 und 1:0) mit 4:3 im Elfmeterschießen.

## Die Meistermannschaften
Die Meistermannschaft der Saison 1950/51 bestand aus folgenden Spielern: Raúl Córdoba (Torwart), Juan Gómez Chapetes (Kapitän), Edwin Cubero, Adalberto „Dumbo“ López, José „Chivo“ Mercado, Javier Novello, Juan José Novo, Luis Ornelas, Guillermo „El Negrito“ Del Valle, Guadalupe Velázquez, Felipe Zetter. Außerdem im Kader: Antonio Flores, Edmundo Manzotti.
Der Kader der Meistermannschaft des Torneo Grita México Apertura 2021 bestand aus folgenden Spielern:

Tor: Camilo Vargas; Abwehr: Diego Barbosa, Hugo Nervo, Luis Ricardo Reyes, Anderson Santamaría, Jesús Angulo, Aníbal Chalá, Gaddi Aguirre, José Abella; Mittelfeld: Aldo Rocha, Jeremy Márquez, Édgar Zaldívar, Gonzalo Maroni, Edyairth Ortega; Angriff: Julio Furch, Julián Quiñones, Jairo Torres, Christopher Trejo, Franco Troyanski, Jonathan Herrera, Brayan Garnica.
Der Kader der Meistermannschaft des Torneo Grita México Clausura 2022 bestand aus folgenden Spielern:

Tor: Camilo Vargas; Abwehr: Hugo Nervo, Luis Ricardo Reyes, Anderson Santamaría, Diego Barbosa, Aníbal Chalá, José Abella, Gaddi Aguirre, Emanuel Aguilera; Mittelfeld: Aldo Rocha, Jeremy Márquez, Édgar Zaldívar, Gonzalo Maroni, Brayan Garnica. Edyairth Ortega, Luis Rodríguez Trecca; Angriff: Julio Furch, Julián Quiñones, Christopher Trejo, Jonathan Herrera, Franco Troyanski.

## Erfolge
- Meisterschaft: 1951, Apertura 2021, Clausura 2022
- Pokalsieger: 1946, 1950, 1962, 1968
- Supercup: 1946, 1950, 1951, 1962, 2022

## Die „beste Elf aller Zeiten“
Sowohl die mexikanische Sportzeitung Récord als auch die in Guadalajara erscheinende Tageszeitung El Informador haben jeweils ein „Dreamteam“ des Club Atlas mit den wichtigsten Spielern in der Vereinsgeschichte der Rojinegros ermittelt (die Jahreszahlen in Klammern beschreiben die Vereinszugehörigkeit). Auf sieben Positionen sind sich die beiden Zeitungen einig und der besseren Übersichtlichkeit wegen werden diese Spieler nachstehend in Fettdruck hervorgehoben. Bei vier Spielern besteht eine abweichende Meinung. Diese sind in Normalschrift ausgewiesen.
Das von Récord ermittelte Dreamteam:
Luis Heredia (1949/50) – Guillermo Hernández (1963–1967), Rafael Márquez (1996–1999), Luis Ornelas (1946–1954), Felipe Zetter (1943–1955) – Juan José Novo (1948–1952), Juan Pablo Rodríguez (1997–2003), Andrés Guardado (2005–2007) – Edwin Cubero (1948–1954), José de Jesús Aceves (1974–1976 sowie 1983–1988), Ricardo Chavarín (1971–1975).
Das von der Tageszeitung El Informador ermittelte Dreamteam:
Héctor Brambila (1969–1977) – Mario Méndez (1998–2003), Eduardo Berizzo (1993–1996), Rafael Márquez (1996–1999), Felipe Zetter (1943–1955) – Pepe Delgado (1965–1979), Juan Pablo Rodríguez (1997–2003), Andrés Guardado (2005–2007) – Ricardo Chavarín (1971–1975), José de Jesús Aceves (1974–1976 sowie 1983–1988), Edwin Cubero (1948–1954).

## Trainer
- Eduardo Valdatti (1944–1954, 1960/61)
- Felipe Zetter (1954–1955)
- György Marik (1957–1959)
- José Carlos Bauer (1961–1963)
- Árpád Fekete (1966/67, 1970/71)
- Alfonso Portugal (1980)
- Marcelo Bielsa (1992–1994)
- Ricardo La Volpe (1997–2001, 2009)
- Fernando Quirarte (2002–2003)
- Sergio Bueno (2003–2005)
- Miguel Brindisi (2008)
- Tomás Boy (2013, 2014–2015)
- José Guadalupe Cruz (2016–2018)
- Diego Cocca (seit 2020)

## Spieler
- Lucas Barrios
- Jared Borgetti
- Edgar Castillo
- Jesús Corona
- Coutinho
- Magdaleno Mercado
- Daniel Osorno
- Pável Pardo
- Oswaldo Sánchez
- Anderson Santamaría
- Alfredo Torres
- Javier Vargas Rueda
- Miguel Zepeda

## Fans
Die größte Fangruppierung des Vereins nennt sich Barra 51.

### Prominente Fans
Zu den bekannten Fans des Club Atlas zählen unter anderem:
- Alejandro Fernández, Sänger[9][10][11]
- Vania Manzano, Fernsehmoderatorin[12]
- Jaydy Michel, Schauspielerin und Model[12]
- Lorena Ochoa, Golferin[10][11]